# ファリネッリ
ファリネッリ（Farinelli, 本名：カルロ・ブロスキ（Carlo Broschi）, 1705年1月24日 - 1782年9月16日）は、イタリアのカストラート歌手である。最も有名なカストラート歌手であり、その音域は3オクターブ半あったといわれている。
ナポリのポーヴェリ・ディ・ジェズ・クリスト音楽院でポルポラに学び、1720年にナポリでデビューする。今日のイタリア全土およびウィーンで活躍、1734年から37年にかけては、反ヘンデル派に招かれてイギリスに渡っていた師ポルポラの要請により、ロンドンで活動する。その美声と発声技術は驚愕の的であり、女性はしばしば失神したという記録がヨーロッパ各地に残る。
1737年にマドリードに招かれ、フェリペ5世の求めに応じて王室歌手としてそこから20年超にわたり留まる。フェリペ5世は彼の好む僅か4曲のみを毎晩ファリネッリに王の寝室で歌わせ、その代償として年額5万フランを与えたという。同王の没後、フェルナンド6世の治下では、ファリネッリは台本作家メタスタージオや多くのイタリア人歌手をマドリードに呼び寄せ、同地でのイタリア・オペラ隆盛のきっかけになった。
1759年にイタリア半島に戻りボローニャに隠棲、同地で没。スペイン王室からの莫大な年金を受けての裕福な晩年だったという。
兄のリッカルド・ブロスキ（1698? - 1756）は作曲家で、ファリネッリが歌うための曲を作曲した。

## 関連作品
1994年に彼の生涯を描いた映画『カストラート』が制作された。
2015年にはイギリスで『ファリネッリと王様』(Farinelli and the King)  が舞台化された。スペイン時代のフェリペ5世とファリネッリの関係を主題とする。